# Großes Rheinschiff
Das Große Rheinschiff ist ein Schiffstyp, der von der CEMT (Europäische Verkehrsministerkonferenz) als Binnenschiffsklasse Va oder Vb definiert wurde. Ein Schiff dieses Typs hat folgende Abmessungen:
Die Unterschiede zwischen den Klassen sind die unterschiedlichen Schiffshöhe, Schifflänge, der Tiefgang und das Ladungsgewicht.
|                 | Maße des Schiffstyps „Großes Rheinschiff Va“ | Maße des Schiffstyps „Großes Rheinschiff Vb“ |
| --------------- | -------------------------------------------- | -------------------------------------------- |
| Länge           | 95 – 110 m                                   | bis 135 m                                    |
| Breite          | 11,4 m                                       | 11,4 m                                       |
| Tiefgang        | 2,7 – 3,0 m                                  | bis 3,5 m                                    |
| Tragfähigkeit   | 2.000 ― 3.000 t                              | 2.000 ― 3.000 t                              |
| Laderaumvolumen | 2.500 – 3.800 t 200 TEU = 6640 m³            | bis 4.000 t                                  |

Wasserwegenetz Deutschland und angrenzende

Bis heute ist dieser Schiffstyp wesentlich, da die Schleusen von Zuflüssen zu Rhein oder Donau (z. B. des Neckars) maximal für die Schiffe des Typs „Großes Rheinschiff“ ausgelegt sind.
Eng an die Spezifikation des Großen Rheinschiffes angelehnt wurde die des Großmotorgüterschiffes (GMS), das jedoch nur einen Tiefgang bis 2,8 m aufweisen darf. Große Rheinschiffe, die diese Einschränkung einhalten, erfüllen die Spezifikation des GMS und können somit alle Binnenwasserstraßen der Kategorie V oder höher befahren.
Ebenfalls an die Spezifikation des Großen Rheinschiffes angelehnt wurde die des Rhein-See-Schiffes.
Die nebenstehende Darstellung zeigt das deutsche Wasserstraßennetz für die verschiedenen Schiffstypen.